# Transparência Internacional
A Transparência Internacional (TI) é uma organização sem fins lucrativos anticorrupção sediada em Berlim que atua a nível internacional. Seu propósito é combater a corrupção e as atividades criminosas ligadas a atos corruptos. Suas publicações notáveis incluem o Barômetro Global da Corrupção (BGC) e o Índice de Percepção de Corrupção (IPC). A Transparência Internacional tem o estatuto legal de uma associação voluntária registrada na Alemanha (Eingetragener Verein) e atua como uma organização guarda-chuva, com mais de 100 seções ao redor do mundo, chamadas de capítulos nacionais, e um secretariado em Berlim, que é a sede da organização.
A Transparência Internacional é membro dos think tanks do G20, do Pacto Global das Nações Unidas, da Rede de Soluções de Desenvolvimento Sustentável e compartilha os objetivos de paz, justiça das instituições fortes. Em 2017, a TI descredenciou seus capítulos nacionais localizados nos Estados Unidos.

## Organização
A Transparência International foi fundada em maio de 1993. De acordo com a cientista política Ellen Gutterman, "a presença da TI na Alemanha, e de fato seu desenvolvimento organizacional e sua ascensão de uma pequena operação a uma proeminente ONG internacional, se beneficiaram das atividades e conexões pessoais de pelo menos três Indivíduos alemães: Peter Eigen, Hansjoerg Elshorst e Michael Wiehen ".
Seus membros fundadores incluíam: 
- Peter Eigen, ex-diretor regional do Banco Mundial, é reconhecido como fundador.[8]
- Michael Wiehen, ex-funcionário do Banco Mundial em Washington, D.C.
- Hansjörg Elshorst, ex-diretor administrativo da Deutsche Gesellschaft für Technische Zusammenarbeit (GTZ) (Agência Alemã de Cooperação Técnica).
- John Githongo, ex-Secretário Permanente de Ética e Governança no gabinete do Presidente, Quênia.[10]
- Michael J. Hershman, do estabelecimento de inteligência militar dos EUA (agora presidente e CEO do Fairfax Group).
- Kamal Hossain, ex-ministro das Relações Exteriores de Bangladesh.
- Dolores L. Español, a ex-juíza presidente do Tribunal Regional de Primeira Instância das Filipinas.
- George Moody Stuart, industrial de açúcar.
- Frank Vogl, um funcionário sênior do Banco Mundial e chefe da Vogl Communications, Inc., que "prestou consultoria a líderes de finanças internacionais".

Em 1995, a TI desenvolveu o Índice de Percepção de Corrupção (IPC). O CPI classificou as nações com base na prevalência da corrupção em cada país, com base em pesquisas com empresários. O CPI foi posteriormente publicado anualmente. Foi inicialmente criticado pela metodologia pobre e pelo tratamento injusto dos países em desenvolvimento, ao mesmo tempo que foi elogiado por destacar a corrupção e embaraçar governos.
Começando em 1999 e terminando em 2011, a Transparência Internacional publicou o Índice de Pagadores de Suborno (BPI), que classificou as nações de acordo com a prevalência de que as empresas multinacionais de um país ofereceriam subornos.
Desde 2005, a TI publicou treze relatórios de exportação de corrupção. "Exportando Corrupção" é um relatório de pesquisa que avalia o desempenho relacionado ao suborno dos principais exportadores globais, incluindo países que são signatários da Convenção Anti-Suborno da OCDE.

### Movimento global
A Transparência Internacional é um Movimento global, formado por mais de 100 capítulos ao redor do mundo. Os capítulos são organizações nacionais, que passam por um processo de acreditação sobre sua qualidade e integridade para se associarem ao movimento global.

## Atuação no Brasil
A atuação da TI no Brasil é conduzido a partir do Centro de Operações e Engajamento (COE), principal pilar da sua infraestrutura nacional. Este centro é responsável por centralizar as áreas financeiras e administrativas da ONG, assim como a sua comunicação, campanhas e advocacy.
Atualmente, está em incubação um Centro de Conhecimento Anticorrupção (CCA), cujo objetivo é ser uma parte fundamental da estratégia da TI no Brasil, ao aproximar a produção de conhecimento da TI a outras comunidades epistêmicas, principalmente no chamado “Sul Global”.
A Transparência Internacional apoiou as 10 Medidas Contra A Corrupção, do Ministério Público Federal e da Operação Lava Jato. Em 2019 a Transparência Internacional seguiu na sua luta e apoia a construção das Novas Medidas Contra Corrupção.
Após a divulgação dos arquivos da Operação Spoofing da Polícia Federal, quando diálogos dos membros da Lava-Jato foram verificados, verificou-se que procuradores atuaram em parceria com a Transparência Internacional para criar uma plataforma eleitoral paralela com políticos alinhados à Operação Lava-Jato, o que expôs a falta de isenção da ONG na sua atuação no país.

## Índices

Visão geral do Índice de Percepção da Corrupção de 2021. (onde a maior percepção de corrupção é de cor vermelha e a menor é de cor verde-escura.)

O Índice de Percepção da Corrupção (IPC) é hoje a mais conhecida e utilizada medição da corrupção em pesquisas científicas. Para formar o índice, empresários e analistas de diversos países são convidados a dar sua opinião sobre o grau de corrupção em cada país. Desta forma, o índice não mede objetivamente a corrupção, mas sim como o conjunto da sociedade percebe subjetivamente a corrupção em cada país.
O CPI de 2020, publicado em janeiro de 2021, atualmente classifica 180 países "em uma escala de 100 (muito limpo) a 0 (altamente corrupto)" com base na situação entre maio de 2019 e maio de 2020. Na lista, Dinamarca, Finlândia, Nova Zelândia, Suécia, Singapura e Suíça são percebidos como os 6 países menos corruptos do mundo, com uma classificação consistentemente alta entre a transparência financeira internacional, enquanto o país mais percebido como corrupto no mundo é a Somália, pontuando 8–10 de 100 desde 2012. O Sudão do Sul também é percebido como um dos países mais corruptos do mundo devido às constantes crises sociais e econômicas, obtendo uma pontuação média de 13 em 100 em 2018.
O Índice de Percepção de Corrupção tem recebido críticas ao longo dos anos. A principal delas decorre da dificuldade de mensuração da corrupção, que por definição ocorre nos bastidores. O Índice de Percepção de Corrupção, portanto, precisa se basear em pesquisas de terceiros que foram criticadas como potencialmente não confiáveis. Os dados podem variar amplamente, dependendo da percepção pública de um país, da abrangência das pesquisas e da metodologia usada. A segunda questão é que a dependência do CPI das opiniões de um pequeno grupo de especialistas e empresários poderia gerar um "viés de elite nas percepções populares de corrupção".
Os autores do Índice de Percepção de Corrupção responderam a essas críticas lembrando que o Índice de Percepção de Corrupção se destina a medir a percepção e não a "realidade". Eles argumentam que "as percepções são importantes por si mesmas, uma vez que ... empresas e indivíduos agem com base nas percepções". Também acreditam que capturar as percepções dos especialistas é o método mais confiável de comparar os níveis relativos de corrupção entre os países.